# Ta sig för pannan

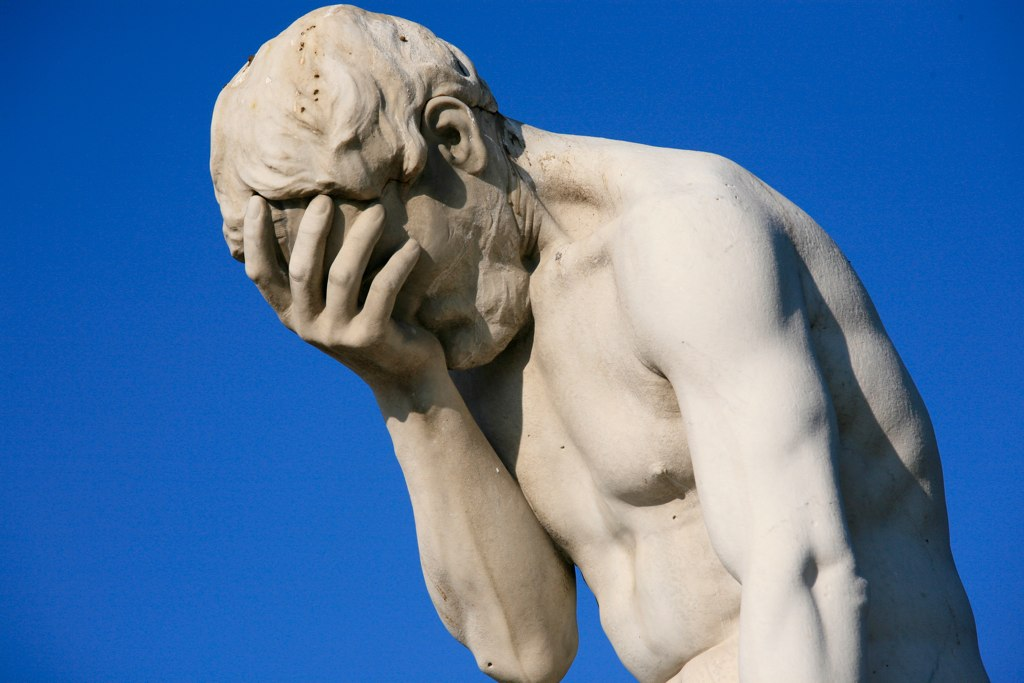
Staty föreställande Kain.

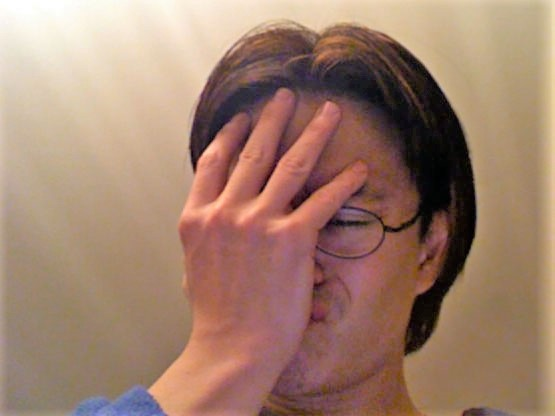
En man som tar sig för pannan.

Att ta sig för pannan är en mänsklig gest där man slår sin handflata mot ansiktet. Det är framför allt ett uttryck för skam eller chock. Det engelska namnet facepalm har blivit ett internetfenomen med tillhörande smileys.